# Molla Pənah Vaqif

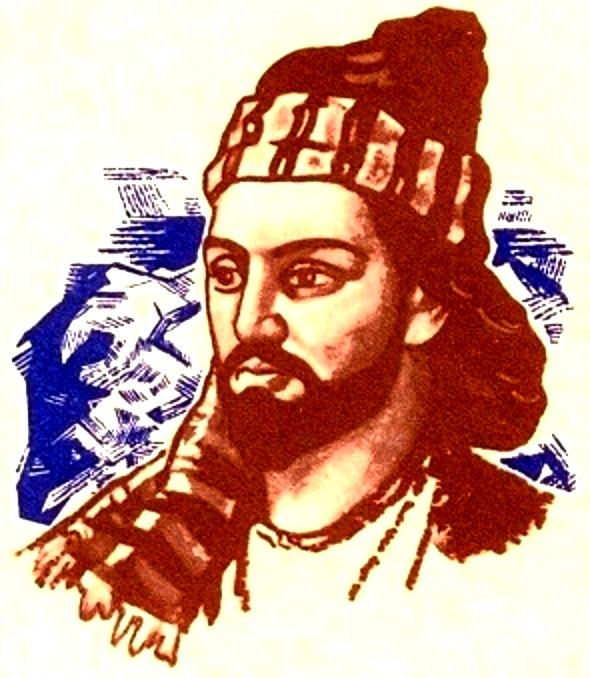
Molla Pənah Vaqif

Molla Pənah Vaqif (* 1717 in Salahlı bei Qazax; † 1797 in Şuşa) war aserbaidschanischer Staatsmann, Wesir des Khanats Karabach, Verfasser von Liebeslyrik und Begründer des Realismus in der aserbaidschanischen Literatur. 1797 wurde er während der Invasion Schah Qajars exekutiert. Das 1982 errichtete Vaqif-Mausoleum in Şuşa wurde infolge des Karabachkriegs 1992 stark beschädigt.
Vaqif ist einer der sechs Dichter, deren Statuen die Fassade des Nizami-Gəncəvi-Museums für aserbaidschanische Literatur in Baku schmücken.